# Viggo Bielefeldt
Viggo Emil Bielefeldt (født 16. oktober 1851 i København, død 17. december 1909 sammesteds) var en dansk sanger, komponist, kantor og musiklærer. Faderen, bagermester Heinrich Hellmuth Bielefeldt, var indvandret fra Mecklenburg i Tyskland.
Bielefeldt blev uddannet på Det Kongelige Danske Musikkonservatorium i årene 1867-69 i bl.a. sang og klaver med henholdsvis Carl Helsted og August Winding som lærere. Han debuterede som romancesanger d. 2. marts 1872 og var derefter en kendt og skattet sanger på dette felt.
Derudover var han sanglærer ved Hornemans musikskole og fra 1883 ved Musikkonservatoriet. Fra 1880 var han kantor ved Trinitatis Kirke og fra 1887 ved Holmens Kirke. En overgang, kort efter Gades død, var han også organist ved samme kirke. I 1900 blev han udnævnt til titulær professor. 1892 blev han Ridder af Dannebrog og 1905 Dannebrogsmand.
Han er begravet på Hellerup Kirkegård, med gravminde udført af J. Schannongs Granit-Industri.

## Musik
- En Bryllupsrejse (blandet kor)
- Davids 8. Psalme (mandskor, tenorsolo og messinginstrumenter – 1883)
- Syngeøvelser (sammen med Emil Horneman)
- Melodier til Psalmebog for Kirke og Hjem - udgivne ved V. Bielefeldt (koralbog - 1900)
- Messebog
- Frimurerkantate
- Kantate ved Aarhundredfesten for Slaget paa Reden (1901)